# یادت بیاور بهت گفتم
«یادت بیاور بهت گفتم» تک‌آهنگی از هنرمند اهل ایالات متحده آمریکا نیک جوناس به همراهی آن-ماری، مایک پوزنر است که در ۲۶ مه ۲۰۱۷ منتشر شد و در چارت نیوزلند به رتبه ۴ رسید.